# Thérouanne (rivière)
Pour la commune, voir Thérouanne.
 (novembre 2023).

## Hydronymie
Le nom de la rivière Thérouanne  est issu du gaulois *tarwana ou d'un type tarv-enna, de tarvos « taureau » (autrement écrit taruos), avec le suffixe gaulois -enna.

## Géographie

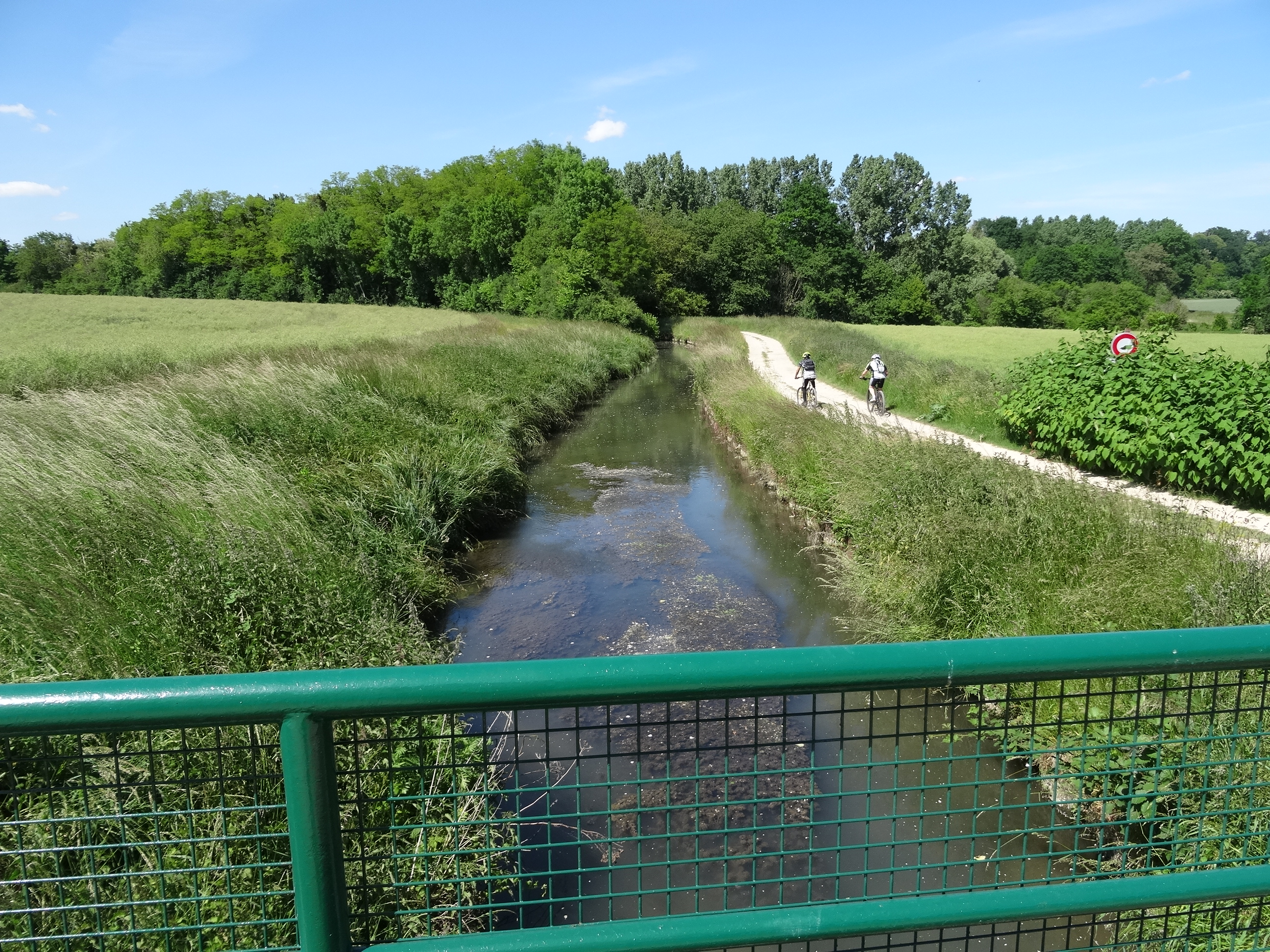
Le canal de la Thérouanne.

La longueur de son cours d'eau est de 23,3 km.
La Thérouanne prend naissance sur le territoire de la commune de Saint-Pathus, à la limite du département de l'Oise, et se dirige généralement vers le sud-est, en direction du cours inférieur de l'Ourcq. Elle baigne successivement les localités d'Oissery, de Forfry, puis d'Étrépilly. 
Arrivée à Congis-sur-Thérouanne, elle oblique brusquement vers l'ouest, passe sous le canal de l'Ourcq et conflue avec la Marne sur le territoire de cette même localité.
Une partie de ses eaux est captée au niveau du hameau de Gué-à-Tresmes afin d'alimenter le canal de l'Ourcq (canal de la Thérouanne).

### Communes traversées
La Thérouanne traverse ou longe successivement les communes suivantes :
- Saint-Pathus ~ Oissery ~ Forfry ~ Douy-la-Ramée ~ Marcilly ~ Puisieux ~ Étrépilly ~ Trocy-en-Multien ~ Congis-sur-Thérouanne

Toutes sont situées dans le département de Seine-et-Marne.

### Organisme gestionnaire
L'organisme gestionnaire, pour la Thérouanne, est le SMAERTA ou « Syndicat mixte d’aménagement et d’entretien de la rivière Thérouanne et de ses affluents »

## Hydrologie

### La Thérouanne à Congis-sur-Thérouanne (Gué-à-Tresmes)
Le module de la rivière a été observé pendant une période de 40 ans (1969-2008), à Congis-sur-Thérouanne, localité du département de Seine-et-Marne, située peu avant son confluent avec la Marne. Le bassin versant de la rivière est de 167 km2.
Le module de la rivière à Congis-sur-Thérouanne est de 0,601 m3/s.
La Thérouanne présente des fluctuations saisonnières de débit fort peu importantes, avec des hautes eaux d'hiver portant le débit mensuel moyen à un niveau situé entre 0,69 et 0,84 m3/s, de janvier à avril inclus (maximum en janvier), et des basses eaux d'été de juin à septembre, avec une baisse du débit moyen mensuel allant jusque 0,43 m3/s aux mois d'août et de septembre (430 litres par seconde), ce qui reste cependant très consistant et presque abondant.

### Étiage ou basses eaux
Le VCN3 peut chuter jusque 0,220 m3/s, en cas de période quinquennale sèche, soit 220 litres par seconde, ce qui est très loin d'être sévère.

### Crues
D'autre part les crues sont fort peu importantes. Les QIX 2 et QIX 5 valent respectivement 2,2 et 3,2 m3/s. Le QIX 10 vaut 3,9 m3/s, tandis que le QIX 20 se monte à 4,5 m3/s et le QIX 50 à 5,4 m3/s.
Le débit instantané maximal enregistré à Congis-sur-Thérouanne a été de 11,2 m3/s le 10 juillet 2000, tandis que la valeur journalière maximale était de 7,69 m3/s le 23 mars 2001. En comparant le premier de ces chiffres aux valeurs des différents QIX de la rivière, il apparaît que cette crue était largement supérieure à la crue cinquantennale définie par le QIX 50. Sans doute était-elle centennale ou vraisemblablement bien plus que cela, mais dans tous les cas tout à fait exceptionnelle.

### Lame d'eau et débit spécifique
La Thérouanne est une rivière fort peu abondante. La lame d'eau écoulée dans son bassin est de 114 millimètres annuellement, ce qui est médiocre, très nettement inférieur à la moyenne d'ensemble de la France, mais également à celle de l'ensemble du bassin versant de la Seine (230 à 240 millimètres/an). Le débit spécifique (ou Qsp) se monte en conséquence à un petit 3,6 litres par seconde et par kilomètre carré de bassin.

## Patrimoine - Tourisme
- Saint-Pathus : la localité possède une superbe petite église construite en style roman et considérée comme l'un des bijoux de la Seine-et-Marne. Elle date du XIIe siècle.